# 전일여객
유한회사 전일여객(有限會社 全一旅客)은 학교법인 천만학원 계열의 전북특별자치도 전주시의 시내버스 업체이다. 주사무소는 전북특별자치도 전주시 덕진구 가리내로 418 (덕진동2가)에 있다. 산하 학교로는 전주 전일고등학교와 전일여자고등학교를 보유하고 있다가 전일여고는 호남고속에 매각되어 호남제일고로 교명이 바뀐 바 있다.

## 연혁
- 1973년 6월 1일 : 회사 설립

## 운행 노선
시내, 순환 노선에는 모두 타 업체와 함께 공동 배차에 참여하고 있으며, 시민여객, 성진여객, 제일여객, 호남고속과 함께 1달 간격으로 순환하면서 배차에 참여하고 있다.

## 주요 차량
현대자동차
- 현대 그린시티
- 현대 뉴 슈퍼 에어로시티
- 현대 저상 뉴 슈퍼 에어로시티
- 현대 일렉시티

## 갤러리

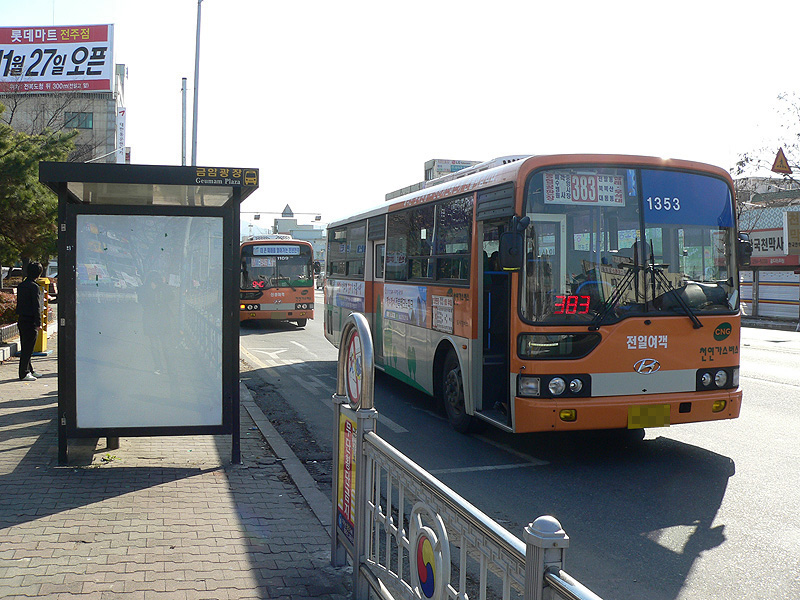
전일여객에서 운행하고 있는 이전 도색을 가진 383번 버스

## 같이 보기
- 시민여객
- 제일여객
- 성진여객
- 호남고속